# سيرولين
سيرولين (بالإنجليزية: Cerulean)‏ هي درجة من ظلال اللون الأزرق تتراوح بين اللازوردي وأغمق درجة من الأزرق السماوي.
أول استخدام مسجل للسيرولين كاسم لوني باللغة الإنجليزية كان عام 1590. الكلمة مشتقة من الكلمة اللاتينية caeruleus ، والتي تعني «الأزرق الداكن، أو الأزرق المخضر»، هذه الكلمة بدورها مشتقة على الأرجح من caerulum والمصغرة من caelum والتي تعني «الجنة أو السماء».
«أزرق سيرولين» هو اسم الصبغة. تم اكتشافها في أواخر القرن الثامن عشر وتم تحديدها باللون الأزرق الخزفي في القرن التاسع عشر.
| أزرق    |
| سيرولين |
| شرشيري  |

## صبغة سيرولين زرقاء

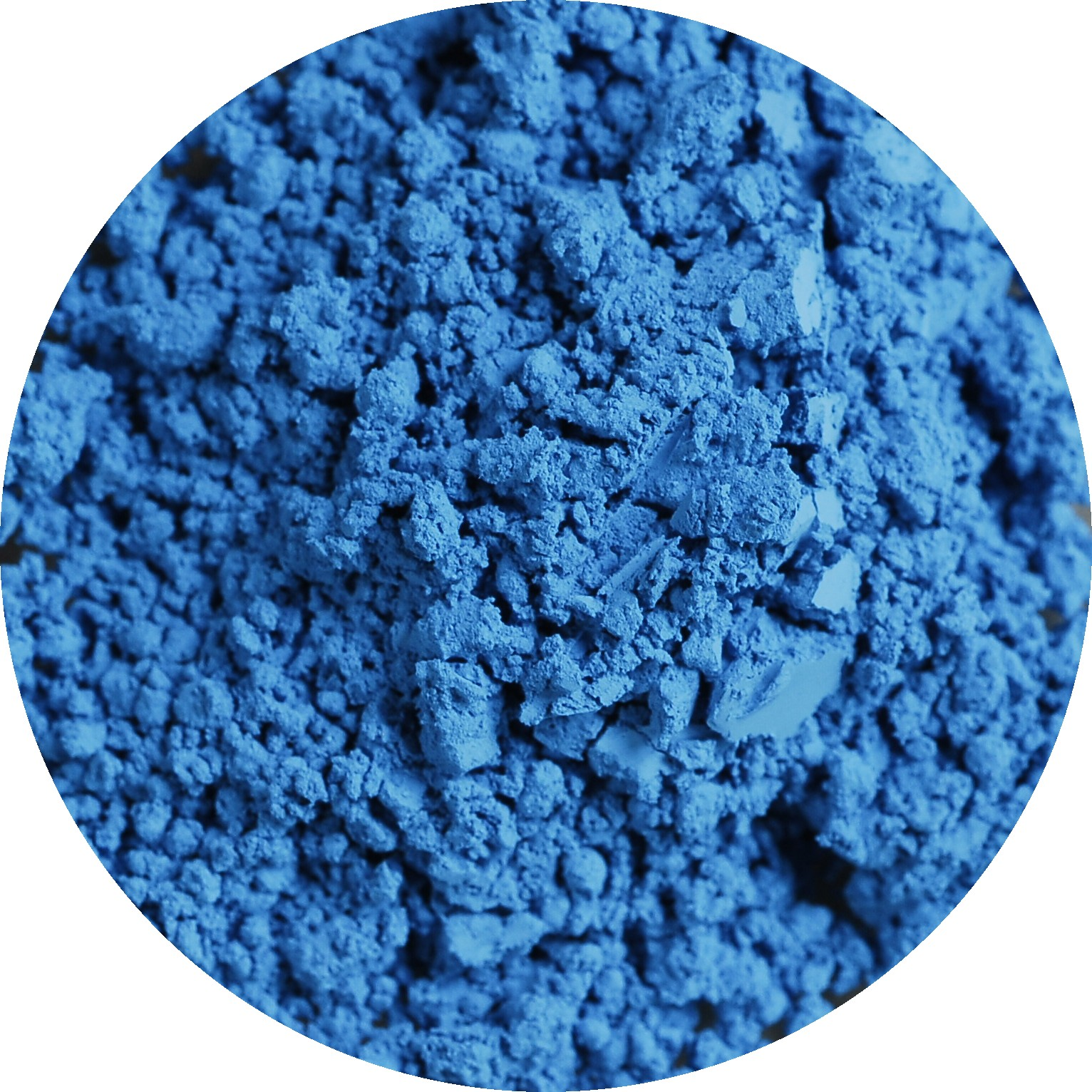
أزرق سيرولين PB35

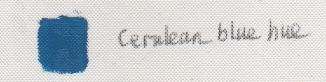
عينة من الطلاء الزيتي باللون الأزرق السيرولين. يعني "درجة التلون" في هذه الحالة تعني أنه تم استخدام أصباغ أخرى لتقليد صبغة الزيت التي تحتوي على الصبغة الأصلية.

في العصور القديمة، كانت تستخدم كلمة caerulum لوصف الزرقاء أصباغ، لا سيما خليط من النحاس والكوبالت أكاسيد، مثل اللازورد معدن أزرق والإسملت صبغ أزرق. غالبًا ما كانت هذه المحاولات المبكرة لإنشاء ألوان السماء الزرقاء أقل من مرضية بسبب التشبع المحدود والميل إلى تغيير اللون كرد فعل مع الأصباغ الأخرى.

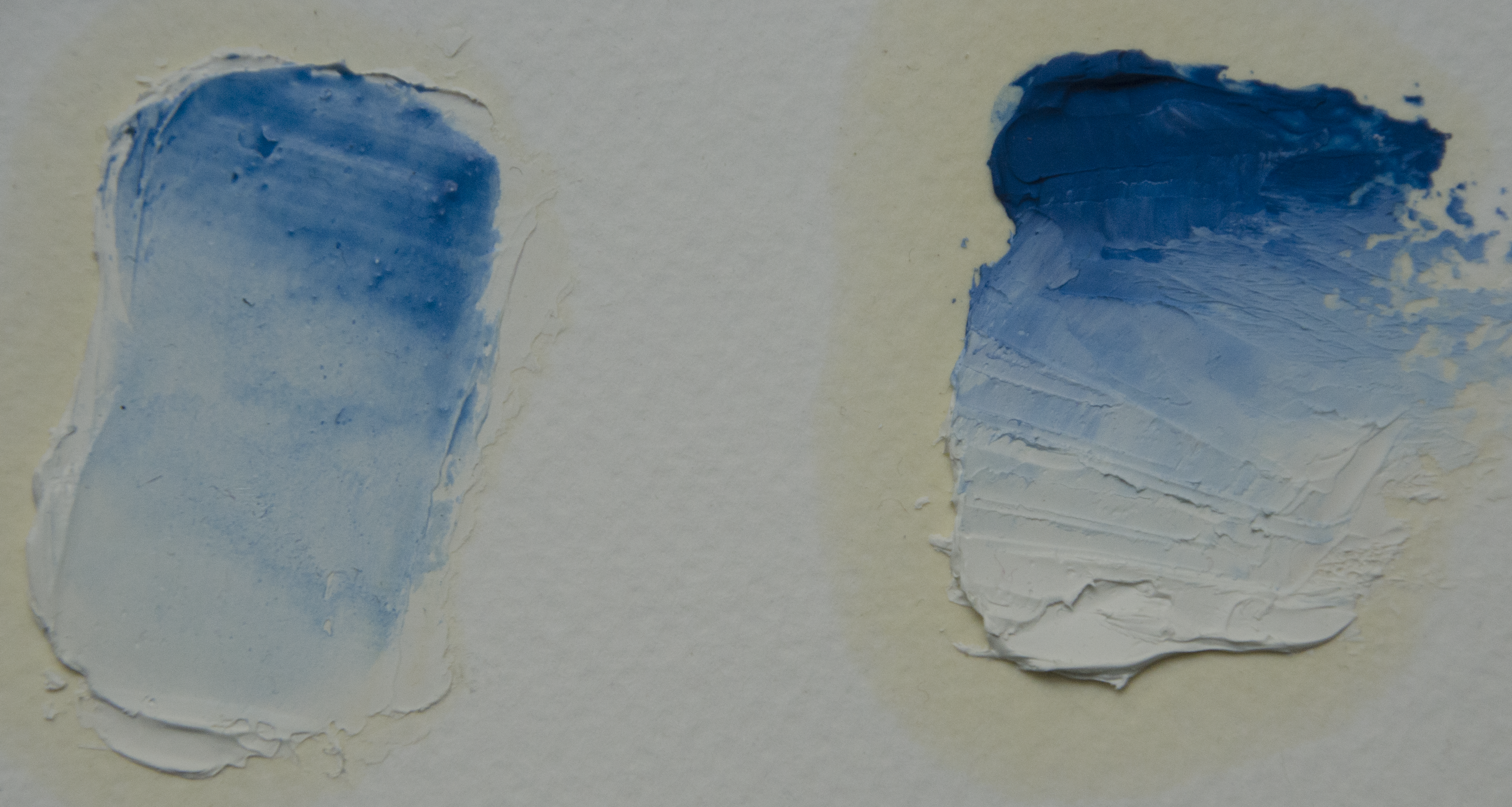
أزرق سيرولين بالزيت، كطلاء زجاجي (يسار) ولون جماعي (يمين)

انظر أيضا تخلت.

## روابط خارجية
- صفحة على Cerulean Blue
- أزرق سيرولين في ColourLex